# Leonardo Madelón
Leonardo Carol Madelón (Cafferata, Provincia de Santa Fe, Argentina; 25 de enero de 1963) es un exfutbolista y actual director técnico argentino. Jugaba como mediocampista ofensivo (o enganche) y su primer equipo fue San Lorenzo de Almagro. Su último club antes de retirarse fue Unión de Santa Fe. Actualmente dirige a Unión de Santa Fe.

## Trayectoria

### Como jugador
Comenzó su carrera deportiva jugando en San Lorenzo de Almagro, donde debutó en 1982 con el club estando en Primera B. Formó parte de los planteles que lograron el Campeonato de Primera B 1982, los subcampeonatos de Primera División (1983 y 1988) y la obtención de la Liguilla Pre-Libertadores 1988. Ese equipo recibió el apodo de Los Camboyanos, debido a la gran crisis económica que vivió la institución de San Lorenzo y la gran voluntad que pusieron sus jugadores para sobreponerse a los problemas, logrando una clasificación impensada a la Copa Libertadores. En el club de Boedo jugó hasta finales de 1988.

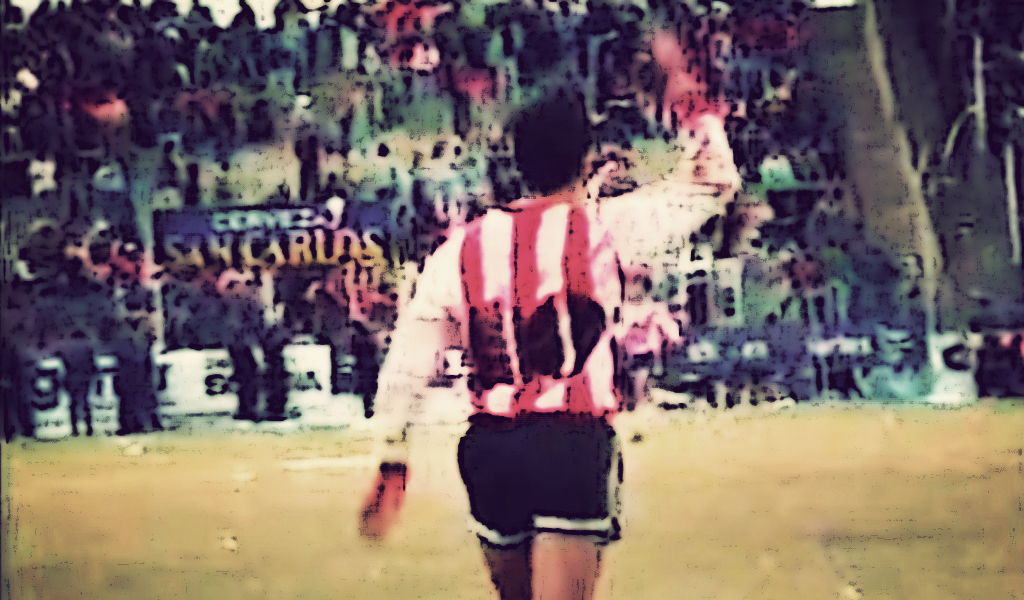
Madelón festejando el gol contra Colón en el final del reducido.

En diciembre de 1988 fichó por Unión de Santa Fe. Ahí formó parte de un histórico plantel que es recordado por los tatengues por haber conseguido el ascenso a Primera División en la Temporada 1988/89 ganándole la final del Torneo Reducido a su máximo rival, Colón de Santa Fe. Leonardo Madelón anotó un gol de tiro libre en el partido final de vuelta para coronar el ascenso en el clásico santafesino con un 3 a 0 global.
En 1990 fue transferido a Rosario Central, donde permaneció hasta 1993. Su último paso como futbolista profesional lo dio volviendo a Unión de Santa Fe para jugar la Temporada 1993/94 del Nacional B. Tuvo un precontrato en el club austriaco para la temporada 1995/1996 de la Bundesilga de aquel país llamado Saint Polten aunque no llegó a firmar dicho contrato y así retirarse definitivamente del futbol profesional.

### Como entrenador
Comenzó en 1997 dirigiendo a Colegiales en la Primera B Metropolitana, en donde no consiguió buenos resultados.
Más tarde, pasó por El Porvenir, en donde sucedió al gran Ricardo Calabria como entrenador y estrenando al Porvenir en la División de Plata del Fútbol Argentino. En su paso por el Coloso del Sur del Gran Buenos Aires (1998/99 y 1999/2000), cosechó 26 victorias, 23 empates y 21 derrotas, en 70 partidos, con 98 goles a favor y 83 en contra. Tuvo una eficacia del 48.09%, finalizando 5.º el primer torneo con 45 puntos (eliminado por Juventud Antoniana de Salta en cuartos de final) y 8.º en el segundo, con 50 puntos, empatándole 2 a 2 a Huracán en Parque Patricios y ganándole 3 a 2 a Arsenal de Sarandí en cancha de Racing, que a la postre ascendería. Este equipo fue la base del que sería puntero y animador del torneo con Ricardo Caruso Lombardi la temporada siguiente.
A mediados de 2001, vuelve a Unión de Santa Fe y, en lo que fue su primera experiencia como entrenador en Primera División, no obtiene buenos resultados y es despedido luego de 18 partidos dirigidos en el Torneo Apertura de aquel año.
En 2004 ficha como entrenador de Nueva Chicago, club en el cual es despedido luego de una floja performance. Luego tuvo un paso por Talleres de Córdoba, donde los resultados tampoco lo acompañaron y apenas dirigió 9 partidos.
En 2006 fue ayudante de campo de Ariel Cuffaro Russo en Instituto de Córdoba, club que descendió a Segunda División en aquella temporada.
Uno de sus logros lo obtiene en Olimpo de Bahía Blanca, club con el cual consigue el ascenso directo a Primera División en junio de 2007, luego de ganar tanto el Torneo Apertura 2006 como el Clausura 2007 de la Primera B Nacional. Este éxito hizo que Rosario Central se fije en él y lo contrate como entrenador de su primer equipo. Debutó el 30 de noviembre con una victoria por 3-2 sobre San Martín de San Juan en la fecha 18 del Torneo Apertura 2007 conseguida en el Estadio Gigante de Arroyito. En mayo de 2008, Madelón logró cumplir con el objetivo para el cual fue contratado: sacar al club de los puestos de Promoción. Así, luego de una victoria por 4-2 sobre Tigre en el Gigante, el club de Arroyito logró alejarse definitivamente de los puestos de Promoción, y aseguró su permanencia en la Primera División. Sin embargo, en junio de 2008 renunció a su cargo luego de no llegar a un acuerdo sobre el futuro proyecto futbolístico del club con el presidente de la institución, Horacio Usandizaga.
El 1 de octubre de 2008 asume como entrenador de Gimnasia y Esgrima La Plata. Realiza una muy buena campaña logrando colocar al Tripero en la promoción ya que su promedio de campañas anteriores lo colocaba muy cercano al descenso directo. En el primer partido de la promoción y de visitante cae por 3-0 ante Atlético Rafaela. El 12 de julio de 2009 logra en el partido de vuelta, siendo Gimnasia local en su cancha del Bosque, el resultado de 3-0 a favor, lo que asegura la permanencia en primera del club. Luego de una serie de malos resultados renuncia el 1 de diciembre de 2009.
El 28 de marzo de 2010 vuelve a ser entrenador de Rosario Central. Inició su segunda etapa al frente del Canalla en la fecha 12 del Torneo Clausura 2010 ganando 2 a 1 frente a Boca Juniors como visitante. Finalmente, no pudo torcer el rumbo y Central debió jugar la Promoción para intentar permanecer en la Primera categoría, cayendo en la misma ante All Boys y sufriendo así la caída a la Primera B Nacional. Luego del descenso del club rosarino, renunció al cargo de DT del plantel de profesional.
El 19 de octubre de 2010 tras la renuncia de Hugo Tocalli, acepta la oferta de Quilmes y se convierte en el nuevo entrenador, renunciando el 6 de marzo de 2011 debido a malos resultados. En noviembre de ese año es elegido para dirigir a San Lorenzo de Almagro luego de la partida de Omar Asad. El 1 de abril de 2012, tras 3 victorias, 3 empates y 6 derrotas, presenta la renuncia al cargo de DT.
En diciembre de 2013 fue elegido director técnico de Unión de Santa Fe, comenzando su segunda etapa en el club que ya había dirigido en 2001. Tras un primer semestre sin grandes resultados, en la segunda parte logra el tan ansiado ascenso Tatengue a Primera División. Su equipo salió primero del Campeonato de Primera B Nacional 2014, tanto de su zona como de la tabla global, acumulando un total de ocho partidos ganados de manera consecutiva. En Primera División, mantuvo a Unión en la categoría con una muy buena suma de puntos. Logra acceder a la Liguilla Pre-Sudamericana aunque es eliminado de local en la primera ronda.
Renunció a su cargo como entrenador de Unión luego de una victoria en el 15 de Abril tras tener diferencias con la dirigencia en cuanto a la política deportiva del club. Luego de un fugaz paso por Belgrano de Córdoba, sin buenos resultados, elige volver a Santa Fe tan solo 7 meses después de su salida.
En su tercer ciclo al mando de Unión, logra una sorprendente campaña en la primera edición de la Superliga Argentina obteniendo el 10.º puesto (de 28 participantes) clasificándolo por primera vez en su historia a un torneo internacional: la Copa Sudamericana. En la temporada 2018-19 revalidó lo logrado el año anterior: 8.º puesto (de 26 participantes) en la Superliga e ingresa por segunda vez consecutiva a la Copa Sudamericana. En marzo de 2020, presentó su renuncia por diferencias con la dirigencia.
El 15 de mayo de 2021, fue oficializado como entrenador de Platense. Luego de un flojo comienzo en el campeonato, dejó su cargo en septiembre del mismo año.
En enero de 2022, Madelón fue anunciado como técnico de Arsenal y firmó un contrato hasta finales de año. A dos fechas del cierre de la temporada, aseguró la permanencia en la máxima categoría luego de derrotar a Central Córdoba por 2-1. El 28 de octubre, presentó su salida al cargo.
El 29 de noviembre de 2022, fue confirmado como entrenador de Central Córdoba. Tras cosechar tres derrotas consecutivas en el cierre de la Liga Profesional, fue despedido de su cargo en agosto de 2023.
En septiembre de 2023, inició su segunda etapa en Gimnasia y Esgrima La Plata con el objetivo de salvarlo del descenso. A partir de una serie de malos resultados, el club platense debió jugar un desempate ante Colón para permanecer en Primera División. El 1 de diciembre, venció al equipo santafesino por la mínima y aseguró la estadía del Tripero en la máxima categoría. El 14 de abril de 2024, fue relevado de sus funciones por decisión de la directiva platense.
El 27 de abril de 2025, se oficializó su retorno al frente de Unión.

## Clubes

### Como jugador
| Club                   | País      | Año       |
| ---------------------- | --------- | --------- |
| San Lorenzo de Almagro | Argentina | 1982-1988 |
| Unión de Santa Fe      | Argentina | 1989-1990 |
| Rosario Central        | Argentina | 1990-1993 |
| Unión de Santa Fe      | Argentina | 1993-1994 |

### Como asistente técnico
| Club                 | País      | Año  |
| -------------------- | --------- | ---- |
| Instituto de Córdoba | Argentina | 2006 |

### Como entrenador
| Club                        | País      | Año           |
| --------------------------- | --------- | ------------- |
| Colegiales                  | Argentina | 1997-1998     |
| El Porvenir                 | Argentina | 1998-2000     |
| Unión de Santa Fe           | Argentina | 2001          |
| Nueva Chicago               | Argentina | 2004          |
| Talleres de Córdoba         | Argentina | 2004          |
| Olimpo de Bahía Blanca      | Argentina | 2006-2007     |
| Rosario Central             | Argentina | 2007-2008     |
| Gimnasia y Esgrima La Plata | Argentina | 2008-2009     |
| Rosario Central             | Argentina | 2010          |
| Quilmes                     | Argentina | 2010-2011     |
| San Lorenzo de Almagro      | Argentina | 2011-2012     |
| Unión de Santa Fe           | Argentina | 2014-2016     |
| Belgrano de Córdoba         | Argentina | 2016-2017     |
| Unión de Santa Fe           | Argentina | 2017-2020     |
| Platense                    | Argentina | 2021          |
| Arsenal de Sarandí          | Argentina | 2022          |
| Central Córdoba (SdE)       | Argentina | 2023          |
| Gimnasia y Esgrima La Plata | Argentina | 2023-2024     |
| Unión de Santa Fe           | Argentina | 2025-presente |

## Estadísticas
| Club                        | Div           | Temporada     | Liga  | Liga  | Total (3) | Total (3) |
| Club                        | Div           | Temporada     | Part. | Goles | Part.     | Goles     |
| --------------------------- | ------------- | ------------- | ----- | ----- | --------- | --------- |
| San Lorenzo Argentina       |               |               |       |       |           |           |
| 2.ª                         | 1982          | 0             | 0     | 0     | 0         |           |
| 1.ª                         | N-1983        | 0             | 0     | 0     | 0         |           |
| 1.ª                         | M-1983        | 3             | 0     | 3     | 0         |           |
| 1.ª                         | N-1984        | 1             | 0     | 1     | 0         |           |
| 1.ª                         | M-1984        | 10            | 1     | 10    | 1         |           |
| 1.ª                         | N-1985        | 5             | 0     | 0     | 0         |           |
| 1.ª                         | 1985-86       | 32            | 0     | 32    | 0         |           |
| 1.ª                         | 1986-87       | 29            | 6     | 29    | 6         |           |
| 1.ª                         | 1987-88       | 13            | 0     | 13    | 0         |           |
| Total club                  | Total club    | 93            | 7     | 93    | 7         |           |
| Unión de Santa Fe Argentina |               |               |       |       |           |           |
| 2.ª                         | 1988-89       | 27            | 5     | 27    | 3         |           |
| 1.ª                         | 1989-90       | 33            | 1     | 33    | 1         |           |
| Total club                  | Total club    | 60            | 4     | 60    | 4         |           |
| Rosario Central Argentina   |               |               |       |       |           |           |
| 1.ª                         | 1990-91       | 18            | 1     | 18    | 1         |           |
| 1.ª                         | 1991-92       | 24            | 3     | 24    | 3         |           |
| 1.ª                         | 1992-93       | 20            | 4     | 20    | 4         |           |
| Total club                  | Total club    | 62            | 8     | 62    | 8         |           |
| Unión de Santa Fe Argentina |               |               |       |       |           |           |
| 2.ª                         | 1993-94       | 23            | 1     | 23    | 1         |           |
| Total club                  | Total club    | 23            | 1     | 23    | 1         |           |
| Total carrera               | Total carrera | Total carrera | 238   | 20    | 238       | 20        |

### Como entrenador
| Equipo                          | Div.                      | Torneo               | Estadísticas | Estadísticas | Estadísticas | Estadísticas | Estadísticas | Estadísticas | Estadísticas | Estadísticas | Estadísticas |
| Equipo                          | Div.                      | Torneo               | PJ           | G            | E            | P            | GF           | GC           | DG           | Efectividad% |              |
| ------------------------------- | ------------------------- | -------------------- | ------------ | ------------ | ------------ | ------------ | ------------ | ------------ | ------------ | ------------ | ------------ |
| Colegiales Argentina            |                           |                      |              |              |              |              |              |              |              |              |              |
| 3.ª                             | 1997/98                   | 34                   | 10           | 8            | 16           | 36           | 50           | -14          | 37.25%       |              |              |
| Total                           | Total                     | 34                   | 10           | 8            | 16           | 36           | 50           | -14          | 37.25%       |              |              |
| El Porvenir Argentina           |                           |                      |              |              |              |              |              |              |              |              |              |
| 2.ª                             | 1998/99                   | 36                   | 13           | 12           | 11           | 54           | 52           | +2           | 47.22%       |              |              |
| 2.ª                             | 1999/00                   | 34                   | 13           | 11           | 10           | 44           | 31           | +13          | 49.02%       |              |              |
| Total                           | Total                     | 70                   | 26           | 23           | 21           | 98           | 83           | +15          | 48.1%        |              |              |
| Unión Argentina                 |                           |                      |              |              |              |              |              |              |              |              |              |
| 1.ª                             | 2001/02                   | 18                   | 3            | 8            | 7            | 23           | 25           | -2           | 31.48%       |              |              |
| Total                           | Total                     | 18                   | 3            | 8            | 7            | 23           | 25           | -2           | 31.48%       |              |              |
| Nueva Chicago Argentina         |                           |                      |              |              |              |              |              |              |              |              |              |
| 1.ª                             | 2003/04                   | 19                   | 2            | 11           | 6            | 18           | 27           | -9           | 29.82%       |              |              |
| Total                           | Total                     | 19                   | 2            | 11           | 6            | 18           | 27           | -9           | 29.82%       |              |              |
| Talleres Argentina              |                           |                      |              |              |              |              |              |              |              |              |              |
| 2.ª                             | 2004/05                   | 9                    | 3            | 2            | 4            | 10           | 9            | +1           | 40.74%       |              |              |
| Total                           | Total                     | 9                    | 3            | 2            | 4            | 10           | 9            | +1           | 40.74%       |              |              |
| Olimpo Argentina                |                           |                      |              |              |              |              |              |              |              |              |              |
| 2.ª                             | 2006/07                   | 38                   | 23           | 9            | 6            | 65           | 31           | +34          | 65.79%       |              |              |
| Total                           | Total                     | 38                   | 23           | 9            | 6            | 65           | 31           | +34          | 68.42%       |              |              |
| Rosario Central Argentina       |                           |                      |              |              |              |              |              |              |              |              |              |
| 1.ª                             | 2007/08                   | 20                   | 8            | 7            | 5            | 29           | 24           | +5           | 51.67%       |              |              |
| 1.ª                             | 2009/10                   | 8                    | 2            | 5            | 1            | 6            | 5            | +1           | 45.83%       |              |              |
| 1.ª                             | Promoción 2010            | 2                    | 0            | 1            | 1            | 1            | 4            | -3           | 16.67%       |              |              |
| Total                           | Total                     | 30                   | 10           | 13           | 7            | 36           | 33           | +3           | 47.78%       |              |              |
| Gimnasia (LP) Argentina         |                           |                      |              |              |              |              |              |              |              |              |              |
| 1.ª                             | 2008/09                   | 29                   | 11           | 12           | 6            | 30           | 24           | +6           | 51.72%       |              |              |
| 1.ª                             | Promoción 2009            | 2                    | 1            | 0            | 1            | 3            | 3            | 0            | 50%          |              |              |
| 1.ª                             | 2009/10                   | 16                   | 3            | 4            | 9            | 16           | 24           | -8           | 27.08%       |              |              |
| Total                           | Total                     | 47                   | 15           | 16           | 16           | 49           | 51           | -2           | 43.26%       |              |              |
| Quilmes Argentina               |                           |                      |              |              |              |              |              |              |              |              |              |
| 1.ª                             | 2010/11                   | 12                   | 4            | 1            | 7            | 9            | 14           | -5           | 36.11%       |              |              |
| Total                           | Total                     | 12                   | 4            | 1            | 7            | 9            | 14           | -5           | 36.11%       |              |              |
| San Lorenzo Argentina           |                           |                      |              |              |              |              |              |              |              |              |              |
| 1.ª                             | 2010/11                   | 13                   | 3            | 4            | 6            | 9            | 16           | -7           | 33.33%       |              |              |
| Total                           | Total                     | 13                   | 3            | 4            | 6            | 9            | 16           | -7           | 33.33%       |              |              |
| Unión Argentina                 |                           |                      |              |              |              |              |              |              |              |              |              |
| 2.ª                             | 2013/14                   | 21                   | 6            | 9            | 6            | 19           | 19           | 0            | 42.86%       |              |              |
| 2.ª                             | Copa Argentina 2013/14    | 1                    | 0            | 1            | 0            | 0            | 0            | 0            | 33.33%       |              |              |
| 2.ª                             | 2014                      | 20                   | 12           | 5            | 3            | 33           | 16           | +17          | 68.33%       |              |              |
| 1.ª                             | 2015                      | 30                   | 9            | 14           | 7            | 38           | 37           | +1           | 45.56%       |              |              |
| 1.ª                             | Copa Argentina 2014/15    | 2                    | 1            | 1            | 0            | 2            | 1            | +1           | 66.67%       |              |              |
| 1.ª                             | Pre-Sudamericana 2015     | 1                    | 0            | 0            | 1            | 1            | 2            | -1           | 0%           |              |              |
| 1.ª                             | 2016                      | 16                   | 5            | 7            | 4            | 24           | 22           | +2           | 45.83%       |              |              |
| 1.ª                             | Copa Santa Fe 2016        | 1                    | 1            | 0            | 0            | 2            | 0            | +2           | 100%         |              |              |
| 1.ª                             | Copa Argentina 2015/16    | 4                    | 1            | 2            | 1            | 4            | 5            | -1           | 41.67%       |              |              |
| 1.ª                             | 2016/17                   | 8                    | 3            | 2            | 3            | 6            | 8            | -2           | 45.83%       |              |              |
| Total                           | Total                     | 104                  | 38           | 41           | 25           | 130          | 109          | +21          | 49.68%       |              |              |
| Belgrano Argentina              |                           |                      |              |              |              |              |              |              |              |              |              |
| 1.ª                             | 2016/17                   | 8                    | 1            | 3            | 4            | 5            | 8            | -3           | 25%          |              |              |
| 1.ª                             | Copa Argentina 2015/16    | 1                    | 0            | 0            | 1            | 0            | 2            | -2           | 0%           |              |              |
| Total                           | Total                     | 9                    | 1            | 3            | 5            | 5            | 10           | -5           | 22.22%       |              |              |
| Unión Argentina                 |                           |                      |              |              |              |              |              |              |              |              |              |
| 1.ª                             | Copa Santa Fe 2017        | 3                    | 1            | 0            | 2            | 4            | 3            | +1           | 33.33%       |              |              |
| 1.ª                             | 2017/18                   | 27                   | 11           | 10           | 6            | 33           | 23           | +10          | 53.09%       |              |              |
| 1.ª                             | Copa Argentina 2016/17    | 2                    | 1            | 1            | 0            | 2            | 1            | +1           | 66.67%       |              |              |
| 1.ª                             | Copa Argentina 2017/18    | 2                    | 1            | 0            | 1            | 3            | 2            | +1           | 50%          |              |              |
| 1.ª                             | Copa Santa Fe 2018        | 4                    | 2            | 1            | 1            | 9            | 5            | +4           | 58.33%       |              |              |
| 1.ª                             | 2018/19                   | 25                   | 9            | 9            | 7            | 29           | 24           | +5           | 48%          |              |              |
| 1.ª                             | Sudamericana 2019         | 2                    | 1            | 0            | 1            | 2            | 2            | 0            | 50%          |              |              |
| 1.ª                             | Copa de la Superliga 2019 | 4                    | 2            | 1            | 1            | 7            | 5            | +2           | 58.33%       |              |              |
| 1.ª                             | Copa Argentina 2018/19    | 1                    | 0            | 0            | 1            | 0            | 1            | -1           | 0%           |              |              |
| 1.ª                             | Copa Santa Fe 2019        | 1                    | 0            | 1            | 0            | 0            | 0            | 0            | 33.33%       |              |              |
| 1.ª                             | 2019/20                   | 23                   | 7            | 6            | 10           | 21           | 30           | -9           | 39.13%       |              |              |
| 1.ª                             | Sudamericana 2020         | 2                    | 1            | 0            | 1            | 3            | 2            | +1           | 50%          |              |              |
| 1.ª                             | Copa Argentina 2019/20    | 1                    | 0            | 1            | 0            | 1            | 1            | 0            | 33.33%       |              |              |
| Total                           | Total                     | 97                   | 36           | 30           | 31           | 114          | 99           | +15          | 47.42%       |              |              |
| Platense Argentina              |                           |                      |              |              |              |              |              |              |              |              |              |
| 1.ª                             | 2021                      | 12                   | 2            | 5            | 5            | 14           | 17           | -3           | 30.56%       |              |              |
| Total                           | Total                     | 12                   | 2            | 5            | 5            | 14           | 17           | -3           | 30.56%       |              |              |
| Arsenal de Sarandí Argentina    |                           |                      |              |              |              |              |              |              |              |              |              |
| 1.ª                             | Copa de la LPF 2022       | 14                   | 3            | 8            | 3            | 20           | 19           | +1           | 40.48%       |              |              |
| 1.ª                             | Copa Argentina 2021-22    | 1                    | 0            | 1            | 0            | 0            | 0            | 0            | 33.33%       |              |              |
| 1.ª                             | 2022                      | 27                   | 6            | 12           | 9            | 28           | 29           | -1           | 37.04%       |              |              |
| Total                           | Total                     | 42                   | 9            | 21           | 12           | 48           | 48           | 0            | 38.1%        |              |              |
| Central Córdoba (SdE) Argentina |                           |                      |              |              |              |              |              |              |              |              |              |
| 1.ª                             | 2023                      | 27                   | 7            | 8            | 11           | 20           | 30           | -10          | 35.8%        |              |              |
| 1.ª                             | Copa Argentina 2023       | 1                    | 1            | 0            | 0            | 3            | 0            | +3           | 100%         |              |              |
| Total                           | Total                     | 28                   | 8            | 8            | 12           | 23           | 30           | -7           | 38.1%        |              |              |
| Gimnasia (LP) Argentina         |                           |                      |              |              |              |              |              |              |              |              |              |
| 1.ª                             | Copa de la LPF 2023       | 12                   | 5            | 3            | 4            | 13           | 14           | -1           | 50%          |              |              |
| 1.ª                             | Copa de la LPF 2024       | 14                   | 5            | 1            | 8            | 18           | 23           | -5           | 38.1%        |              |              |
| 1.ª                             | Copa Argentina 2024       | 1                    | 1            | 0            | 0            | 2            | 1            | +1           | 100%         |              |              |
| Total                           | Total                     | 27                   | 11           | 4            | 12           | 33           | 38           | -5           | 45.68%       |              |              |
| Total en Gimnasia (LP)          | Total en Gimnasia (LP)    | 74                   | 26           | 20           | 28           | 82           | 89           | -7           | 44.14%       |              |              |
| Unión Argentina                 |                           |                      |              |              |              |              |              |              |              |              |              |
| 1.ª                             | Apertura 2025             | 1                    | 0            | 1            | 0            | 1            | 1            | 0            | 33.33%       |              |              |
| 1.ª                             | Copa Sudamericana 2025    | 3                    | 0            | 1            | 2            | 1            | 3            | -2           | 11.11%       |              |              |
| 1.ª                             | Copa Argentina 2025       | 1                    | 0            | 1            | 0            | 0            | 0            | 0            | 33.33%       |              |              |
| 1.ª                             | Clausura 2025             | 5                    | 2            | 2            | 1            | 6            | 2            | +4           | 53.33%       |              |              |
| Total                           | Total                     | 10                   | 2            | 5            | 3            | 8            | 6            | +2           | 36.67%       |              |              |
| Total Unión                     | Total Unión               | 229                  | 79           | 84           | 66           | 275          | 239          | +36          | 46.72%       |              |              |
| Total en sus equipos            | Total en sus equipos      | Total en sus equipos | 618          | 206          | 212          | 200          | 727          | 696          | +31          | 44.77%       |              |

#### Resumen por competencias
| Torneo                 | Estadísticas | Estadísticas | Estadísticas | Estadísticas | Estadísticas | Estadísticas | Estadísticas | Estadísticas | Estadísticas     |
| Torneo                 | PJ           | G            | E            | P            | GF           | GC           | DG           | Efectividad% | Mejor resultado  |
| ---------------------- | ------------ | ------------ | ------------ | ------------ | ------------ | ------------ | ------------ | ------------ | ---------------- |
| Primera División       | 348          | 99           | 132          | 117          | 369          | 397          | -28          | 41.09%       | 8.º Lugar        |
| Primera B Nacional     | 158          | 70           | 48           | 40           | 225          | 158          | +67          | 54.43%       | Campeón          |
| Primera B              | 34           | 10           | 8            | 16           | 36           | 50           | -14          | 37.25%       | 7.º Lugar        |
| Copa de la Liga        | 40           | 13           | 12           | 15           | 51           | 56           | -5           | 42.5%        | Zona de Grupos   |
| Copa Argentina         | 18           | 6            | 8            | 4            | 17           | 14           | +3           | 48.15%       | Cuartos de final |
| Copa de la Superliga   | 4            | 2            | 1            | 1            | 7            | 5            | +2           | 58.33%       | 8vos de Final    |
| Copa Santa Fe          | 9            | 4            | 2            | 3            | 15           | 8            | +7           | 51.85%       | Semifinal        |
| Copa Sudamericana      | 7            | 2            | 1            | 4            | 6            | 7            | -1           | 33.33%       | Segunda fase     |
| Total en competiciones | 618          | 206          | 212          | 200          | 726          | 695          | +31          | 44.77%       | 1 Título         |

## Palmarés

### Como jugador

#### Campeonatos nacionales
| Título    | Club                   | País      | Año  |
| --------- | ---------------------- | --------- | ---- |
| Primera B | San Lorenzo de Almagro | Argentina | 1982 |

#### Otros logros
| Título                     | Club              | País      | Año  |
| -------------------------- | ----------------- | --------- | ---- |
| Ascenso a Primera División | Unión de Santa Fe | Argentina | 1989 |

### Como entrenador

#### Campeonatos nacionales
| Título             | Club                   | País      | Año  |
| ------------------ | ---------------------- | --------- | ---- |
| Primera B Nacional | Olimpo de Bahía Blanca | Argentina | 2007 |

#### Otros logros
| Título                     | Club              | País      | Año  |
| -------------------------- | ----------------- | --------- | ---- |
| Ascenso a Primera División | Unión de Santa Fe | Argentina | 2014 |